# Wilke von Kraack
Wilke von Kraack († 1345) war seit 1319 Domherr, seit 1327 Dekan zu Lübeck und 1324–1327 Domherr zu Schwerin.

## Leben
Als Geistlicher der dänischen Diözese Roskilde wurde er von 1317 an als doctor legum bezeichnet und am 3. Juni 1319 zum päpstlichen Kaplan ernannt.
Am 30. Juni 1319 erhielt er einen päpstlichen Dispens für eine acht Jahre ohne Priesterweihe und vorgeschriebenes kanonisches Alter in seinem Besitz befindliche Pfarrei, ebenso das Recht auf freie Verfügung über seinen Nachlass. Eine Provision mit Kanonikat und Präbendenexpektanz im Domkapitel zu Roskilde erhielt er am 7. März 1327. Im schwedischen Lund bekam er am 8. April 1320 eine Provision mit Präbende und am 8. Oktober 1320 wurde die Pfarrei Väsby in seine Präbende inkorporiert. Das Kanonikat mit der Präbende zu Ripen, dem dänischen Ribe, wurde ihm schon am 21. März 1320 verliehen.
Wilke von Kraack erhielt zudem am 10. Mai 1319 ein Kanonikat und die Anwartschaft auf eine Präbende, Würde oder Amt im Lübecker Domkapitel. Seit dem 30. Juni 1319 war er Domherr und ab 7. März 1327 Dekan zu Lübeck. 1328 wurde er vom Lübecker Bischof Heinrich II. Bochholt seiner Ämter enthoben, so dass er gegen die von diesem eingesetzten Nachfolger in seinem Ämtern, darunter auch Gerhard von Lochem, Prozesse führte. Nach der Resignation Gerhard von Lochems war er ab dem 30. Juli 1341 wieder unbestrittener Inhaber des Lübecker Dekanats und führte einen Prozess um den Nachlass des inzwischen verstorbenen Gerhard von Lochem, in dessen Besitz er am 28. Februar 1345 gelangte.
Das Lübecker Dekanat wurde nach seinem Tode (1345) erst am 26. Januar 1348 an Dietrich von Wittingen vergeben.
Wilke von Kraack wurde schon am 12. Juli 1319 mit einem Kanonikat und einer Präbende als Schweriner Domherr providiert.
Als Schweriner Domherr ist er vom 28. Juni 1324 bis zum 5. September 1337 belegt.
Nach seinem Tod wurden seine Schweriner Pfründen am 11. Januar 1348 an Dietrich von Wittingen verliehen.